# Elisavet Pesiridou
Elisavet Pesiridou (Katerini, 12 de febrero de 1992) es una atleta griega especializada en el salto de vallas, en las modalidades de 60 y 100 metros, y en relevos 4 x 100 metros.

## Carrera
Comenzó su carrera deportiva a nivel profesional en 2009, siendo uno de sus primeras participaciones internacionales el Campeonato Europeo de Atletismo Sub-23 que tuvo lugar en Tampere (Finlandia), donde quedó undécima en la semifinal de los 100 metros vallas, con un tiempo de 13,59 segundos. Al año siguiente, en los Campeonato Europeo de Atletismo celebrados en Zúrich (Suiza), participó en las modalidades de 100 metros vallas (25.ª en la clasificación) y en los relevos de 4 x 100 metros, quedando el equipo eliminado en la semifinal, al no superar el noveno puesto con un tiempo de 43,81. Más tarde, en el Campeonato de los Balcanes de Atletismo de Pitești (Bulgaria), las tornas cambiaron, al conseguir Pesiridou sus dos primeras medallas en dichas categorías: bronce en 100 metros vallas (13,82 s.) y oro en relevos 4 x 100 metros (44,76 s.).
En 2015, en el Campeonato Europeo de Atletismo en Pista Cubierta de Praga, no consiguió pasar la fase clasificatoria, quedando en vigésimo cuarto lugar en los 60 metros vallas con 13,05 segundos. En su primera aparición en el Campeonato de los Balcanes de Atletismo en Pista Cubierta que se celebró en Estambul, consiguió la medalla de plata en los 60 m vallas tras un tiempo de 8,29 segundos. En la fase al descubierto, en Pitesti (Rumanía), volvió a sacar otra medalla de plata en los 100 metros vallas (13,48 s.). Por tercer año consecutivo, en 2016 volvía a subir al podio en los Balcanes consiguiendo nuevas medallas de plata y oro. En el Campeonato Europeo de Atletismo de Ámsterdam quedó sexta en los 100 metros vallas (13,05 s.) y decimocuarto lugar en la fase de relevos (44,58 s.). En agosto de 2016 participó en su primera cita olímpica en los Juegos Olímpicos de Río, donde quedó muy lejos en la clasificación, al no poder mejorar un trigésimo tercer puesto con un tiempo de 13,10 segundos en los 100 metros vallas.
Para 2017, en el Campeonato Europeo de Atletismo en Pista Cubierta de Belgrado, compitió en los 60 metros vallas, quedando octava tras no superar su semifinal, con un tiempo de 8,10 segundos. Tampoco pudo mejorar el tiempo en Londres en la cita por el Campeonato Mundial de Atletismo en la modalidad de 100 metros vallas. En 2018 quedó desclasificada en el Campeonato Mundial de Atletismo en Pista Cubierta de Birmingham en los sesenta metros, tras una salida en falso. En la cita de Tarragona (España), por los Juegos Mediterráneos, consiguió la medalla de plata en los 100 metros vallas con un tiempo de 13,30 segundos. Por último ese año, en el Campeonato Europeo de Atletismo de Berlín volvió a quedar por detrás de los puestos de honor en las categorías de 100 metros vallas y relevos 4 x 100 m. Para 2019, en el Campeonato Europeo de Atletismo por Equipos quedaba en séptimo lugar en los 100 metros vallas con un tiempo de 13,27 segundos.

## Resultados

### Por temporada
| Representando a Grecia | Representando a Grecia                                    | Representando a Grecia | Representando a Grecia | Representando a Grecia | Representando a Grecia |
| ---------------------- | --------------------------------------------------------- | ---------------------- | ---------------------- | ---------------------- | ---------------------- |
| Año                    | Competición                                               | Lugar                  | Puesto                 | Modalidad              | Marca                  |
| 2013                   | Campeonato Europeo de Atletismo Sub-23                    | Tampere                | 11.ª (SF)              | 100 metros vallas      | 13,59 s.               |
| 2014                   | Campeonato Europeo de Atletismo                           | Zúrich                 | 25ª (q)                | 100 metros vallas      | 13,17 s.               |
| 2014                   | Campeonato Europeo de Atletismo                           | Zúrich                 | 9.ª (SF)               | Relevos 4 x 100 m      | 43,81 s.               |
| 2014                   | Campeonato de los Balcanes de Atletismo                   | Pitești                | 3.ª                    | 100 metros vallas      | 13,82 s.               |
| 2014                   | Campeonato de los Balcanes de Atletismo                   | Pitești                | 1.ª                    | Relevos 4 x 100 m      | 44,76 s.               |
| 2015                   | Campeonato Europeo de Atletismo en Pista Cubierta         | Praga                  | 24ª (q)                | 60 metros vallas       | 13,05 s.               |
| 2015                   | Campeonato de los Balcanes de Atletismo en Pista Cubierta | Estambul               | 2.ª                    | 60 metros vallas       | 8,29 s.                |
| 2015                   | Campeonato de los Balcanes de Atletismo                   | Pitești                | 2.ª                    | 100 metros vallas      | 13,48 s.               |
| 2016                   | Campeonato de los Balcanes de Atletismo en Pista Cubierta | Estambul               | 2.ª                    | 60 metros vallas       | 8,17 s.                |
| 2016                   | Campeonato de los Balcanes de Atletismo                   | Pitești                | 1.ª                    | Relevos 4 x 100 m      | 44,51 s.               |
| 2016                   | Campeonato Europeo de Atletismo                           | Ámsterdam              | 6.ª                    | 100 metros vallas      | 13,05 s.               |
| 2016                   | Campeonato Europeo de Atletismo                           | Ámsterdam              | 14.ª (q)               | Relevos 4 x 100 m      | 44,58 s.               |
| 2016                   | Juegos Olímpicos                                          | Río de Janeiro         | 33ª (q)                | 100 metros vallas      | 13,10 s.               |
| 2017                   | Campeonato de los Balcanes de Atletismo en Pista Cubierta | Estambul               | 1.ª                    | 60 metros vallas       | 8,10 s.                |
| 2017                   | Campeonato Europeo de Atletismo en Pista Cubierta         | Belgrado               | 8.ª (SF)               | 60 metros vallas       | 8,10 s.                |
| 2017                   | Campeonato Mundial de Atletismo                           | Londres                | 25ª (q)                | 100 metros vallas      | 13,14 s.               |
| 2017                   | Campeonato de los Balcanes de Atletismo                   | Novi Pazar             | 1.ª                    | 100 metros vallas      | 13,16 s.               |
| 2018                   | Campeonato de los Balcanes de Atletismo en Pista Cubierta | Estambul               | 3.ª                    | 60 metros vallas       | 8,21 s.                |
| 2018                   | Campeonato de los Balcanes de Atletismo                   | Stara Zagora           | 2.ª                    | 100 metros vallas      | 13,04 s.               |
| 2018                   | Campeonato de los Balcanes de Atletismo                   | Stara Zagora           | 1.ª                    | Relevos 4 x 100 m      | 45,43 s.               |
| 2018                   | Campeonato Mundial de Atletismo en Pista Cubierta         | Birmingham             | -                      | 60 metros              | DNF                    |
| 2018                   | Juegos Mediterráneos                                      | Tarragona              | 2.ª                    | 100 metros vallas      | 13,30 s.               |
| 2018                   | Campeonato Europeo de Atletismo                           | Berlín                 | 13.ª (SF)              | 100 metros vallas      | 13,00 s.               |
| 2018                   | Campeonato Europeo de Atletismo                           | Berlín                 | 14.ª (q)               | Relevos 4 x 100 m      | 44,48 s.               |
| 2019                   | Campeonato Europeo de Atletismo por Equipos               | Bydgoszcz              | 7.ª                    | 100 metros vallas      | 13,27 s.               |
| 2019                   | Campeonato de los Balcanes de Atletismo                   | Pravets                | 1.ª                    | 100 metros vallas      | 13,11 s.               |
| 2021                   | Campeonato Europeo de Atletismo en Pista Cubierta         | Toruń                  | 7.ª (H3)               | 60 metros vallas       | 8,31 s.                |
| 2022                   | Campeonato de los Balcanes de Atletismo en Pista Cubierta | Estambul               | 4.ª                    | 60 metros vallas       | 8,23 s.                |
| 2022                   | Campeonato Mundial de Atletismo en Pista Cubierta         | Belgrado               | 7.ª (H6)               | 60 metros vallas       | 8,30 s.                |
| 2022                   | Juegos Mediterráneos                                      | Orán                   | 3.ª                    | 100 metros vallas      | 13,23 s.               |
| 2022                   | Campeonato Europeo de Atletismo                           | Múnich                 | 6.ª (SF1)              | 100 metros vallas      | 13,19 s.               |
| 2022                   | Campeonato Europeo de Atletismo                           | Múnich                 | 7.ª (H1)               | Relevos 4 x 100 m      | 44,58 s.               |

### Mejores marcas
| Disciplina                        | Marca    | Lugar    | Fecha                 |
| --------------------------------- | -------- | -------- | --------------------- |
| 60 metros lisos (pista cubierta)  | 7,44 s.  | Atenas   | 16 de enero de 2016   |
| 60 metros vallas (pista cubierta) | 8,04 s.  | Atenas   | 19 de febrero de 2017 |
| 100 metros lisos (exterior)       | 11,68 s. | La Canea | 6 de junio de 2015    |
| 100 metros vallas (exterior)      | 12,93 s. | Patras   | 18 de junio de 2016   |
| Relevos 4 x 100 metros            | 43,81 s. | Zúrich   | 16 de agosto de 2014  |